# 八丁地隆
八丁地 隆（はっちょうじ たかし、1947年1月27日 - 2025年2月22日）は、日本の実業家。日立物流会長、日立総合計画研究所社長、日立グループ最高環境責任者、日立製作所代表執行役副社長、日立アメリカ会長等を歴任。また経団連の経済法規委員会企画部会長や法務省法制審議会委員等を務め、会社法改正作業などにもあたった。

## 人物
長野県飯田市出身。1970年に一橋大学商学部を卒業し、日立製作所に入社。
日立製作所で企画室長や代表執行役執行役副社長等を務めたのち、2007年から日立総合計画研究所社長兼日立グループ最高環境責任者を務め、中期計画「環境ビジョン2015」に沿い、二酸化炭素排出量の少ないエネルギーとエネルギー消費の少ない製品の開発活用、資源の循環的な利用、生物多様性のためにクリーンな活動等を実現させるため、日立グループ全体での計画実施を行った。
2009年から日立製作所に戻り、異例の二度目の代表執行役副社長に就任。日立グループ最高環境責任者の職も引き続き担当した。
また法務省法制審議会の委員を務め、会社法見直しについて、企業経営者の立場から立法事実を実務側と議論するなどし、会社法法改正にあたった。
2025年2月22日、肺炎のため死去。78歳没。

## 経歴
- 1947年1月 長野県飯田市出身
- 1970年3月 一橋大学商学部卒業
- 1970年4月 株式会社日立製作所入社
- 1997年11月 株式会社日立製作所企画室長 兼 日立総合計画研究所副所長
- 2001年4月 株式会社日立製作所法務・コミュニケーション部門長
- 2002年4月 株式会社日立製作所情報・通信グループCOO兼CTO
- 2003年4月 株式会社日立製作所法務・コミュニケーション部門長兼経営オーディット部門長
- 2003年6月 株式会社日立製作所執行役常務
- 2004年4月 株式会社日立製作所執行役専務 専務グループ戦略本部G-法務・コミュニケーション部門長 コンプライアンス本部長
- 2005年6月  WOWOW監査役
- 2006年4月 株式会社日立製作所代表執行役執行役副社長兼日立物流取締役会長
- 2007年4月 株式会社日立総合計画研究所取締役
- 2007年6月 株式会社日立総合計画研究所代表取締役社長
- 2007年12月 株式会社日立製作所日立グループ最高環境責任者兼株式会社日立総合計画研究所代表取締役社長
- 2009年4月 株式会社日立製作所 代表執行役 執行役副社長、都市開発システム事業、ディフェンスシステム事業、経営企画、環境戦略、人財、法務･コミュニケーション、ブランド、経営オーディット担当、経営基盤強化本部長兼日立グループCEnO兼製品環境情報管理強化本部長
- 2011年 日立グループ震災復興統括本部副本部長 兼 米州グループ会長 兼 日立アメリカ社取締役会長 兼 株式会社日立製作所取締役
- 2015年 日東電工株式会社取締役
- 2017年 コニカミノルタ株式会社取締役、丸紅株式会社監査役
- 2020年 丸紅株式会社取締役[3]
  - この間法務省法制審議会委員、財団法人衛星測位利用推進センター理事長、国立大学法人一橋大学理事、 社団法人企業研究会理事、日本経済団体連合会経済法規委員会企画部会長、金融庁我が国金融・資本市場の国際化に関するスタディグループメンバー、世界省エネルギー等ビジネス推進協議会幹事公益財団法人倉田記念日立科学技術財団評議員、総務省政策評価・独立行政法人評価委員会政策評価分科会委員等も務めた。

## 著作
- 「経済摩擦解決への隠れた論点--日本は被害者意識を卒業するとき」エコノミスト. 68(45) [1990.10.30]
- 「世界貿易と電機産業--時間をかけ着実なグローバル化を」日本経済研究センター会報. (通号 653) [1992.04.01]
- 「電機産業と中国経済--経済発展に期待の大きい電気産業」日本経済研究センター会報. (通号 700) [1994.03.15]
- 「パネルディスカッション 今求められるエンタプライズITソリューション 3年後の企業情報システムを探る (「IT Japan 2002」シンポジウムからの報告--日本のIT蘇生に向けて--今求められるエンタプライズITソリューション) 」日経情報ストラテジー. 11(10) (通号 127) [2002.11]
- 「新会社法の意義・評価 (新会社法への対応) 」旬刊商事法務. (通号 1744) [2005.10.5・15]
- 「日本の未来を切り拓く強いモノづくり」Science & technonews Tsukuba. (80) [2006.10]
- 「次代を担う青少年が健やかに育つ社会を築くために」更生保護. 58(3) [2007.3]
- 「 国際競争を生きぬくために発想豊かなリーダーの育成を」日立総研. 2-2 [2007.08]
- 「 「人間」の面白さ、素晴らしさを究める」日立総研. 2-3 [2007.12]
- 「「無意識の井戸」から見える未来」日立総研. 2-4 [2008.04]
- 「地球環境保全に向けた日立グループの貢献 (特集 日立グループの地球環境戦略)」日立評論. 90(5) (通号 1036) [2008.5]
- 「対論 Reciprocal 「Others」との出会いから、新しい発見が生まれる--オークランド大学教授 ヒュー・ウィッタカー氏 / Hugh Whittaker」日立総研. 3-1 [2008.07]
- 「 「アンビエント」-ポスト・ユビキタスの新たな概念 生体に学ぶ、心地よい情報社会づくり」日立総研. 3-3 [2009.2]
- 「君子は和して同せず、小人は同じて和せず--論語の精髄に学ぶ--財団法人 斯文会 宮田末子氏」日立総研. 3-4 [2009.3]
- 「月例研究会 日立の経営とMOT」国際産研. (28) [2009.6]